# Vineta (Film)
Vineta ist der erste Langspielfilm von Franziska Stünkel und basiert auf dem Theaterstück Republik Vineta von Moritz Rinke. Zum ersten Mal gezeigt wurde der Film auf dem Filmfest München am 16. Juli 2006. Kinostart in Deutschland war am 3. April 2008.

## Handlung
Der Architekt Sebastian Färber ist herzkrank und ein Workaholic. Er wird zu einem geheimen Treffen in einer Villa auf einer entlegenen Insel berufen. Dort trifft er auf sechs Experten, die unter der Leitung des mysteriös wirkenden Dr. Leonhard den Entwurf einer idealen Stadt von Morgen planen. Der zeitliche Druck ist groß und Sebastian Färbers Vorstellungen prallen auf Widerstand bei den Experten. Dann verschwindet einer der Teilnehmer.

## Kritik
„Was als beklemmender dystopischer Thriller beginnt, der vor den falschen Zukunftsvisionen einer modernen Gesellschaft warnt, mündet in ein visuell reizvolles, sinnbildlich suggestives Vexierspiel um die Grenzen von selbst- und fremdbestimmtem Handeln, um (Selbst-)Kontrolle und Kontrollverlust.“